# جدجد طويل التغريدة
جدجد طويل التغريدة (الاسم العلمي: Gryllus multipulsator) هو نوع من الحشرات يتبع جنس الجدجد من فصيلة الجداجد الحقيقية.